# Mercedes Lackey
Mercedes Lackey ("Misty"), född 24 juni 1950 i Chicago, är en amerikansk författare. Lackey har skrivit ett stort antal fantasyromaner och fantasynoveller.